# Skopunar kommuna
Skopunar kommuna er en kommune på Færøerne, der består af bygden Skopun på det nordligste Sandoy. Med sine 9 km² er kommunen den arealmæssigt mindste på Færøerne- 1. januar 2009 boede det 504 personer i kommunen, mod 608 i 1985. Kommunen blev udskilt fra Sands kommuna i 1930.

## Politik
Gerhard Lognberg har siddet i kommunalbestyrelsen siden valget i 1984, og har været borgmester siden 1992. Han blev genvalgt ved kommunalvalget i 2012. Lognberg er også lagtingsmand, og i 2013 blev han ekskluderet fra Javnaðarflokkurin, og tilsluttede sig senere Sambandsflokkurin.

### Kommunalvalget 2012
Valgdeltagelsen ved kommunalvalget 13. november 2012 var 87,0%, og det regerende Javnadarflokkurin fik flertal i bygderådet.
| Liste | Parti             | Stemmer | Procent | Mandater | Mandater |
| ----- | ----------------- | ------- | ------- | -------- | -------- |
| A     | Javnadarflokkurin | 188     | 60,8    | 3        | -2       |
| B     | Sambandsflokkurin | 121     | 39,2    | 2        | 0        |
|       | I alt             | 310     | 100     | 5        | -2       |

| Liste A           | Liste A              | Liste A           | Liste B           | Liste B                      | Liste B           |
| Javnadarflokkurin | Javnadarflokkurin    | Javnadarflokkurin | Sambandsflokkurin | Sambandsflokkurin            | Sambandsflokkurin |
| Nr                | Kandidat             | Stemmer           | Nr                | Kandidat                     | Stemmer           |
| ----------------- | -------------------- | ----------------- | ----------------- | ---------------------------- | ----------------- |
| 1.                | Sigurd Hentze        | 17                | 1.                | Leivur Tollaksson Clementsen | 27                |
| 2.                | Oddmar Hentze        | 1                 | 2.                | Fríðhild Winther             | 40                |
| 3.                | Kathrina Joensen     | 21                | 3.                | Elin Jacobsen                | 7                 |
| 4.                | Kartin Winther Olsen | 13                | 4.                | Annika Joensen               | 47                |
| 5.                | Jóhan Leo            | 9                 |                   |                              |                   |
| 6.                | Hallmar Winther      | 22                |                   |                              |                   |
| 7.                | Gerhard Lognberg     | 76                |                   |                              |                   |
| 8.                | Fríðfinn Nicolajsen  | 28                |                   |                              |                   |
|                   | Liste                | 1                 |                   | Liste                        | 0                 |

### Borgmestre
Ufuldstændig liste
| Periode   | Navn                  | Parti                |
| --------- | --------------------- | -------------------- |
| 1950–1958 | Niels Winther Poulsen | Sjálvstýrisflokkurin |
| –1992     | Herman Winther        |                      |
| 1992–     | Gerhard Lognberg      | Javnaðarflokkurin    |